# 싱포유 - 일곱 번째 이야기 체인지
《싱포유 - 일곱 번째 이야기 체인지》는 대한민국의 방송사 JTBC 예능 《싱포유》의 테마곡이다. 2017년 3월 21일에 발매되었다. 나인뮤지스의 멤버 혜미, 금조의 디지털 싱글이다. 타이틀곡은 <Shiny Single>이다.

## 트랙리스트
| #  | 제목             | 작사   | 작곡   | 편곡   | 재생 시간 |
| -- | ---------------- | ------ | ------ | ------ | --------- |
| 1. | 〈Shiny Single〉 | 윤일상 | 윤일상 | 윤일상 | 4:03      |